# Helle Kommune
Helle Kommune i Ribe Amt blev dannet ved kommunalreformen i 1970. Ved strukturreformen i 2007 blev det meste af kommunen indlemmet i Varde Kommune sammen med Blaabjerg Kommune, Blåvandshuk Kommune og Ølgod Kommune.

## Navnet
Ingen af storkommunens 7 byer var væsentligt større end de andre, og de lå alle i udkanten af kommunen. Så man valgte at opkalde kommunen efter området Helle midt i kommunen. Det var i 1800-tallet to gårde med en kilometer mellem sig. På målebordsbladet fra 1900-tallet ses en skole ved den ene gård, men Helle er stadig en meget lille landsby.

## Tidligere kommuner
Helle Kommune blev dannet i 1966 ved frivillig sammenlægning af 6 sognekommuner:
| Kommune       | Folketal 27. september 1965 | Byer              |
| ------------- | --------------------------- | ----------------- |
| Fåborg        | 2.232                       | Agerbæk og Fåborg |
| Grimstrup     | 1.273                       | Grimstrup         |
| Næsbjerg      | 805                         | Næsbjerg          |
| Vester Starup | 1.095                       | Tofterup          |
| Øse           | 1.701                       | Nordenskov        |
| Årre          | 765                         | Årre              |
| I alt         | 7.871                       |                   |

Da kommunalreformen trådte i kraft 1. januar 1970, var Helle Kommunes folketal 7.676.

## Sogne
Helle Kommune bestod af følgende sogne, alle fra Skast Herred:
- Fåborg Sogn, som Agerbæk Sogn blev udskilt fra  1. november 1994
- Grimstrup Sogn
- Næsbjerg Sogn
- Vester Starup Sogn
- Årre Sogn
- Øse Sogn

## Mandatfordeling
| 1 | 14 |

| 13 |

| 1 | 3 | 1 | 10 |

| 14 |

| 2 | 2 | 1 | 10 |

| 14 |

| 2 | 3 | 1 | 9 |

| 12 | 3 |

| 3 | 3 | 3 | 6 |

| 13 |

| 3 | 2 | 7 | 1 | 2 |

| 13 |

| 3 | 1 | 9 | 1 | 1 |

| 14 |

| 3 | 1 | 11 |

| 12 | 3 |

| 3 | 1 | 11 |

| 12 | 3 |

## Borgmestre[4]
| Navn                    | Parti      | Periode   |
| ----------------------- | ---------- | --------- |
| Axel Hansen             | Lokalliste | 1970-1978 |
| Jens K. Klit            | Lokalliste | 1978-1990 |
| Eva Frandsen            | Venstre    | 1990-1998 |
| Christian Gylling Haahr | Venstre    | 1998-2006 |

## Kommunale faciliteter
Allerede før kommunesammenlægningen var der i lokalsamfundet ønske om en idrætshal med svømmehal. Der var i 1968 stor uenighed om hvor hallen skulle ligge, men det blev i landsbyen Vrenderup, der lå centralt i kommunen og dengang havde skole. Dens gymnastiksal er stadig en del af halkomplekset, og skolebygningen bruges af billiardklubben. Den første hal stod færdig 9. januar 1972 og blev så stor en succes, at man allerede indviede den næste hal 11. december 1977. Senere kom også Hal 3 med springgrav og faciliteter til mindre koncerter og amatørteater samt mødelokaler.
Helle Plejecenter ligger i Tofterup, og Helle Kommunes administration lå i Årre.

## Strukturreformen
Ved strukturreformen blev Grimstrup Sogn delt, så området omkring Grimstrup by indgik i Esbjerg Kommune. Den nordlige del af sognet valgte med stort flertal at komme til Varde Kommune og blev i 2010 udskilt af Grimstrup Sogn som Rousthøje Sogn.

## Eksterne kilder/henvisning
- Wikimedia Commons har flere filer relateret til Helle Hallen
- Spøgefuld hjemmeside om Helle kommunes navn

55°34′22″N 8°39′48″Ø / 55.572777777778°N 8.6633333333333°Ø